# Bruno Alessandro
Bruno Alessandro (Sant'Agostino, 28 dicembre 1935) è un doppiatore, direttore del doppiaggio e attore italiano.

## Biografia
Nato a Sant'Agostino, in provincia di Ferrara da padre siciliano e madre ferrarese, da piccolo si trasferì a Torino dove ha cominciato a lavorare come insegnante di scuola elementare e nel frattempo iniziava ad esibirsi a teatro. Nel 1963 si è trasferito a Roma per proseguire la carriera attoriale a tempo pieno e nel 1972 ha iniziato a fare doppiaggio come socio della CID. L'anno successivo la CID fallisce e Alessandro diviene socio della SAS, dove è rimasto fino alla fine degli anni ottanta. Dopo l'uscita dalla società diviene un doppiatore libero. Come attore ha recitato in alcune serie e film televisivi (fra cui La guerra al tavolo della pace, del 1975) e nel film Enigma rosso del 1978.
Nel doppiaggio è stato la voce dell'attore Horst Tappert nella serie televisiva L'ispettore Derrick e di Foghorn Leghorn dal 1996 al 2006. Tra gli attori a cui ha prestato più spesso la voce vi sono Philip Baker Hall, Brian Cox e Michael Gambon.

### Vita privata
È il padre della doppiatrice Antonella Alessandro.

## Doppiaggio

### Film
- Philip Baker Hall in Volo 232 - Atterraggio di emergenza, Il bacio della morte, Psycho, Magnolia, Il talento di Mr. Ripley, Una settimana da Dio, In Good Company, Shaggy Dog - Papà che abbaia... non morde, Dogville, Amityville Horror, Zodiac, Rush Hour - Missione Parigi, Love & Secrets, I pinguini di Mr. Popper, 50 e 50, Una famiglia all'improvviso, Bad Words, Adorabile nemica
- Brian Cox in Reazione a catena, Marlowe - Omicidio a Poodle Springs, Super Troopers, The Bourne Identity, The Bourne Supremacy, Coriolanus, Candidato a sorpresa, Il fuoco della giustizia, Super Troopers 2, Strange But True
- Michael Gambon in Toys - Giocattoli, Actors, La diva Julia - Being Julia, The Pusher, Codice Genesi, Il palazzo del Viceré
- Christopher Plummer in Alexander, Inside Man, Closing the Ring, L'amore oltre la guerra, Dickens - L'uomo che inventò il Natale
- Michael Lonsdale in Sotto falso nome, CinquePerDue - Frammenti di vita amorosa, Agora, Uomini di Dio, Gebo e l'ombra
- Kenneth Welsh in Un'altra donna, The Day After Tomorrow - L'alba del giorno dopo, Miracle, Seta
- Bruno Ganz in La polvere del tempo, Unknown - Senza identità, Treno di notte per Lisbona, The Party
- Barry Corbin in Nella valle di Elah, Non è un paese per vecchi
- Robert Loggia in Inviati molto speciali, Independence Day, Il genio
- Sylvester McCoy in Lo Hobbit - Un viaggio inaspettato, Lo Hobbit - La desolazione di Smaug, Lo Hobbit - La battaglia delle cinque armate
- Len Cariou in Il caso Spotlight, Il giustiziere della notte - Death Wish, Bumblebee
- James Cosmo in Troy, Half Light, Hole - L'abisso
- Jack Thompson in Star Wars: Episodio II - L'attacco dei cloni, The Assassination
- Herbert Lom in La Pantera Rosa - Il mistero Clouseau, Il figlio della Pantera Rosa
- Peter MacNeill in Crash, Regression
- Paul Sorvino in Romeo + Giulietta di William Shakespeare, Mr. 3000, Passione senza regole
- M. Emmet Walsh in Rischio totale, Snow Dogs - 8 cani sotto zero, Brothers
- Albert Finney in Guardo, ci penso e nasco, Un'ottima annata - A Good Year
- Dan Hedaya in Alien - La clonazione, Hurricane - Il grido dell'innocenza, Ransom - Il riscatto
- Tom Wilkinson in Full Monty - Squattrinati organizzati, Oscar e Lucinda
- Richard Johnson in Lara Croft: Tomb Raider, Il bambino con il pigiama a righe, L'uomo che vide l'infinito
- Ernest Borgnine in 1997: Fuga da New York, Red
- Derek Jacobi in Il discorso del re, Assassinio sull'Orient Express
- Paul Dooley in Insomnia, Hairspray - Grasso è bello
- Jean-Claude Dreyfus in Delitto tra le righe, Due fratelli
- Michel Galabru in Asterix & Obelix contro Cesare, Giù al Nord
- Robert Prosky in Dead Man Walking - Condannato a morte
- Sean Connery in Cuba
- Elliott Gould in Love Shooting
- Peter Jason in Gunny, Ave, Cesare!
- Bernard Hill in Titanic
- Dick Van Dyke in Notte al museo - Il segreto del faraone
- Philippe Noiret in Il postino
- Roger Ashton-Griffiths in Mistero a Crooked House
- Sam Anderson in Come l'acqua per gli elefanti
- Tony Burton in Rocky Balboa
- Dennis Franz in City of Angels - La città degli angeli
- Peter Boyle in L'uomo ombra
- Hal Holbrook in Into the Wild - Nelle terre selvagge
- Ronnie Hall in Un gelido inverno
- Oliver Ford Davies in Ritorno al Bosco dei 100 Acri
- Tim Pigott-Smith in Alice in Wonderland
- Robbie Coltrane in Enrico V
- Philip Jackson in Marilyn, Believe - Il sogno si avvera
- Ken James in Cinderella Man - Una ragione per lottare
- Peter Vaughan in Funeral Party
- Max Cullen in Il grande Gatsby
- Michael Carman in Alla ricerca dell'isola di Nim
- Jonathan Moore in Amadeus
- Brion James in Il quinto elemento
- Gene Hackman in Bat*21
- Stanley Anderson in Arlington Road - L'inganno
- Harris Yulin in The Million Dollar Hotel
- Frank McRae in Palle in canna
- Peter McRobbie in I segreti di Brokeback Mountain
- Richard Widmark in Coma profondo
- Marco St. John in Dylan Dog - Il film
- Ron Canada in Se solo fosse vero
- Joe Spinell in Rocky
- Brian Blessed in Star Wars: Episodio I - La minaccia fantasma
- Om Puri in Spiriti nelle tenebre
- Jorge Petraglia in Moebius
- Jean-Pierre Marielle in Tutte le mattine del mondo
- Peter Ustinov in C'era un castello con 40 cani
- Bill Hunter in Kangaroo Jack - Prendi i soldi e salta
- Don Knotts in Air Buddies - Cuccioli alla riscossa
- Vlasta Vrana in Upside Down
- Timothy Sawyer in Fuori controllo
- Scott Beach in Mrs. Doubtfire - Mammo per sempre
- Martin Balsam in Il tempo degli assassini
- Gary Werntz in J. Edgar
- Wayne Duvall in Lincoln, Breathless
- Fulvio Mingozzi in Tenebre
- William Shatner in Creators - The Past
- Gérard Jugnot in I viziati
- Mickey Knox in Il giorno del Cobra
- Philip Bosco in Matrimonio a 4 mani
- John Beasley in Firestarter
- Donald Sutherland in Mr. Harrigan's Phone
- Michael Fairman in Art Squad - Gli artisti del furto
- Richard Benjamin in You People
- Terence Kelly in Diario di una schiappa 2, Diario di una schiappa - Vita da cani
- James Fox in W.E. - Edward e Wallis
- Robert Uricola in The Alto Knights - I due volti del crimine
- Al Pacino ne L'esorcismo di Emma Schmidt - The Ritual
- F. Murray Abraham ne La trama fenicia

### Film d'animazione
- Panoramix in Asterix conquista l'America
- Guardia in In viaggio con Pippo
- Marv Loach in Il gigante di ferro
- Martin in Scimmie come noi
- Re Tritone in La sirenetta II - Ritorno agli abissi, La sirenetta - Quando tutto ebbe inizio
- Capo Tannabok in La strada per El Dorado
- Foghorn Leghorn in Space Jam, Looney Tunes: Back in Action, Canto di Natale - Il film natalizio dei Looney Tunes
- Re in Cenerentola II - Quando i sogni diventano realtà, Cenerentola - Il gioco del destino
- Albert in Gaya
- Nonno Everglot in La sposa cadavere
- Contadino in Barnyard - Il cortile
- Bickerstaff in Red e Toby 2 - Nemiciamici
- Lou Lo Duca in Bee Movie
- Talon in Supercuccioli sulla neve[2]
- Napoleon Cross in Piccolo grande eroe
- Il feudatario in Sword of the Stranger
- Fairy Gary in Trilli e il tesoro perduto
- Balthazar in Rango
- Il Pirata con la gotta in Pirati! Briganti da strapazzo
- Nirasaki in Wolf Children - Ame e Yuki i bambini lupo
- Minosse e Caronte in Dante's Inferno - Un poema animato
- Grande Puffo in I Puffi 2
- Vecchio Jammer in Planes 2 - Missione antincendio
- scheletro Luis Sanchez ne Il libro della vita
- Re dei gatti in La ricompensa del gatto
- Ade in Wonder Woman
- Tanguy in Loving Vincent
- Otto in Vampiretto
- Vlad in Hotel Transylvania 3 - Una vacanza mostruosa
- Atmosferix in Asterix e il segreto della pozione magica
- Henry Taylor in The Country Bears - I favolorsi
- Piccione #2 in Bolt - Un eroe a quattro zampe
- Telly Monster in Le avventure di Elmo in Brontolandia
- Beard Papa in Ralph Spaccatutto
- Gigi in Dov'è il mio corpo?
- Nonno in Kirikù e gli animali selvaggi
- Kenoi in The Deer King - Il re dei cervi
- Nonno Heffley in Diario di una schiappa - La legge dei più grandi
- Geppetto in Pinocchio di Guillermo del Toro
- Capitano Gaz in Lupin III - La lacrima della Dea
- Mehmet Ali in Le avventure di Zarafa - Giraffa giramondo
- Harold Bartleby in Lucky Luke e la più grande fuga dei Dalton
- Babbo Natale in Topolino strepitoso Natale! e L'arancia di Natale
- Re in La principessa sul pisello
- Servatius Sebaldus in Hui Buh
- Scimmia anziana in The Monkey King
- Voce Narrante/Orion da anziano in Orion e il Buio

### Serie televisive
- Huckleberry in Mountain Monsters
- Barry Corbin in One Tree Hill, The Closer
- Paul Sorvino in Così è la vita, Bad Blood
- Horst Tappert in L'ispettore Derrick
- Raymond Burr in Perry Mason
- Steven Hill in Law & Order - I due volti della giustizia
- William Windom in La signora in giallo
- William Lucking in Sons of Anarchy
- James Cromwell in 24
- Brian Cox in I Medici
- Michael Gambon in Fortitude
- Len Cariou in Damages
- David Bradley in The Strain
- Robert David Hall in CSI - Scena del crimine
- Mr. T in A-Team
- Tobin Bell in 24
- Roger Hanin in Commissario Navarro
- Klaus Pönitz in Wolff, un poliziotto a Berlino
- Gerhard Olschewski in La nostra amica Robbie
- Lars Knutzon in Borgen - Il potere
- Dabney Coleman in The Guardian
- Ralph Waite in NCIS - Unità anticrimine
- Ronny Cox in Desperate Housewives - I segreti di Wisteria Lane
- Tom Bosley in Le inchieste di Padre Dowling
- Cheech Marin in Grey's Anatomy
- Mario Adorf in Amori e bugie
- Philip Baker Hall in Boston Legal, Modern Family
- Mark Rydell in Everwood
- Clarence Williams III in La libreria del mistero
- Christian Pätzold in Dark
- Héctor Elizondo in L'uomo di casa
- Jim Cummings in Canta con Belle - Stick to it (Don’t Give up)
- David Bradley in Doctor Who

### Miniserie
- Karlheinz Hackl in La moglie cinese

### Videogiochi
- Re Tritone in La Sirenetta II
- Akela in Il Libro della Giungla: Il Ritmo della Giungla
- John Hammond in Jurassic World Evolution[3] e Jurassic World Evolution 2[4]
- Carl in Up[5]

### Cartoni animati
- Foghorn Leghorn nei Looney Tunes
- Woody Johnson in Brickleberry
- Grizzly Koff in Darkwing Duck
- Murk in Aladdin
- Preside Wartz in Hey, Arnold!
- Yoda in Star Wars: The Clone Wars
- Tommy Tasso in Peter Coniglio
- Re Tritone in La sirenetta - Le nuove avventure marine di Ariel
- Brontolo, Eolo e Mr. T in House of Mouse - Il Topoclub
- Zio Oswidge in Dave il Barbaro
- Carmaux in Jolanda, la figlia del Corsaro Nero
- Baloo in Il libro della giungla
- Inkling ne Gli Octonauti
- Chuck Thorndyke in Sonic X
- Armada in B-Daman
- Nonno Beagle in Topolino - Strepitose avventure
- Gauss in MegaMan NT Warrior
- Imperatore Adriano in Gladiatori - Il torneo delle sette meraviglie
- Duca di Montban in Charlotte
- Nakada in City Hunter
- Yoshimura in Tokyo Ghoul
- Comandante Ulysses Feral in Swat Kats
- Babbo Natale (st. 9+) e Dio ne I Griffin
- Hank Hippopopalus in BoJack Horseman
- Babbo Natale in L'apprendista Babbo Natale
- Voce narrante in Bu-Bum! La strada verso casa[6]
- Mulch in Dragons
- Benton Tarantella in Leone il Cane Fifone (solo ep.1.9)[7]
- Babbo Natale in Buon Natale, Madagascar!

## Filmografia

### Cinema
- Non ho tempo, regia di Ansano Giannarelli (1973)
- El juego del diablo, regia di Jorge Darnell (1975)
- Enigma rosso, regia di Alberto Negrin (1978)

### Televisione
- La pietra di luna – miniserie TV, 5 puntate (1972)
- Uova fatali – miniserie TV, puntate 1x02 (1977)
- Il delitto Notarbartolo – miniserie TV, puntate 1x02-1x03 (1979)
- La scalata – miniserie TV, puntate 1x04-1x06 (1993)

## Riconoscimenti
- Festival del doppiaggio Voci nell'Ombra
  - 1999 – Miglior voce maschile "sezione televisione" per Horst Tappert